# Robert sans Robert
Pour plus de détails, voir Fiche technique et Distribution.
Robert sans Robert est un documentaire français réalisé par Bernard Sasia et Clémentine Yelnik, sorti en 2013.

## Synopsis
Bernard Sasia, chef monteur, est le collaborateur de trente ans du réalisateur Robert Guédiguian. Il décide d'emprunter des images des dix-sept films qu'ils ont fait ensemble pour remonter un film.

## Fiche technique
- Titre : Robert sans Robert
- Réalisation : Bernard Sasia et Clémentine Yelnik
- Montage : Bernard Sasia
- Production : Marc Bordure
- Société de production : Agat Films & Cie et Orange Studio
- Société de distribution : ZED (France)
- Pays :  France
- Genre : documentaire
- Durée : 90 minutes
- Dates de sortie : 
  -  France : 2 octobre 2013

## Accueil
Franck Nouchi pour Le Monde trouve le film « sympathique, émouvant parfois, mais [il] ne touche guère au but ». Pour Guillemette Odicino de Télérama, « c'est la belle histoire d'une famille de cinéma qui défile et donne une irrésistible envie de revoir tous les films ».